# 파이낸셜신문
파이낸셜신문은 2009년 창간된 인터넷신문이다. 본사는 대한민국 서울 마포구 합정동이다.